# La mujer en la Luna
La mujer en la Luna (en alemán: Frau im Mond; (pronunciado /ˈfraʊ̯ ˈɪm ˈmoːnt/) es una novela de ciencia ficción y drama espacial escrita por Thea von Harbou y publicada por August Scherl Publishers en 1928. Publicada en castellano por la editorial Atenas en su Colección Oasis con traducción de Javier de Zengotita en 1946.
Segunda novela de la escritora, describe la obsesión humana por la exploración espacial y sus posibles consecuencias. A medida que la nave espacial, llamada ‘Hipérbola’, se acerca a su destino, las tensiones aumentan, los celos afloran y las verdaderas intenciones de algunos personajes se revelan. 
Es destacable su anticipación de conceptos como la propulsión de cohetes, las condiciones de ingravidez y los desafíos de la vida en el espacio exterior.

## Contexto

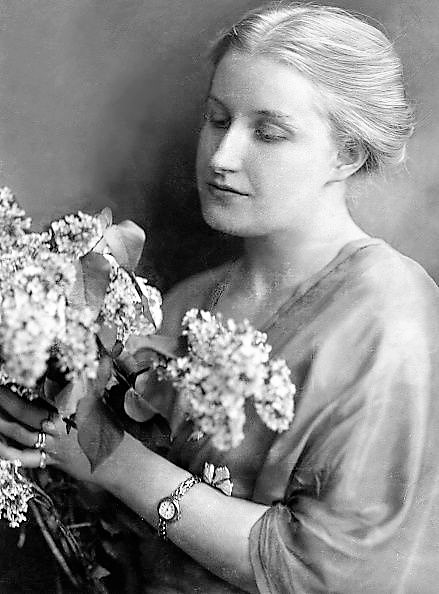
Thea von Harbou, autora de la novela.

La novela no solo se centra en los desafíos técnicos del viaje, sino también en las complejas dinámicas interpersonales que surgen en un entorno tan extremo y desconocido. La novela tiene algunos elementos melodramáticos propios de la época, pero cuenta con una ambiciosa visión, y explora temas universales como la ambición, el amor, la rivalidad y la búsqueda de lo desconocido. Su adaptación cinematográfica por parte de Fritz Lang en el mismo año la convierten en una pieza fundamental de la literatura de ciencia ficción y la historia del cine.

## Argumento
La historia gira en torno al profesor Georg Manfeldt, un científico que cree en la existencia de oro en la Luna. Inicialmente ridiculizado por la comunidad científica, su idea capta la atención de un misterioso y adinerado empresario que decide financiar una expedición lunar. A este viaje se suman Helius, un apasionado y brillante ingeniero; Friede, una joven y aventurera piloto que se convierte en el inesperado objeto de afecto de ambos hombres; y varios tripulantes con sus propias motivaciones y secretos.

## Personajes

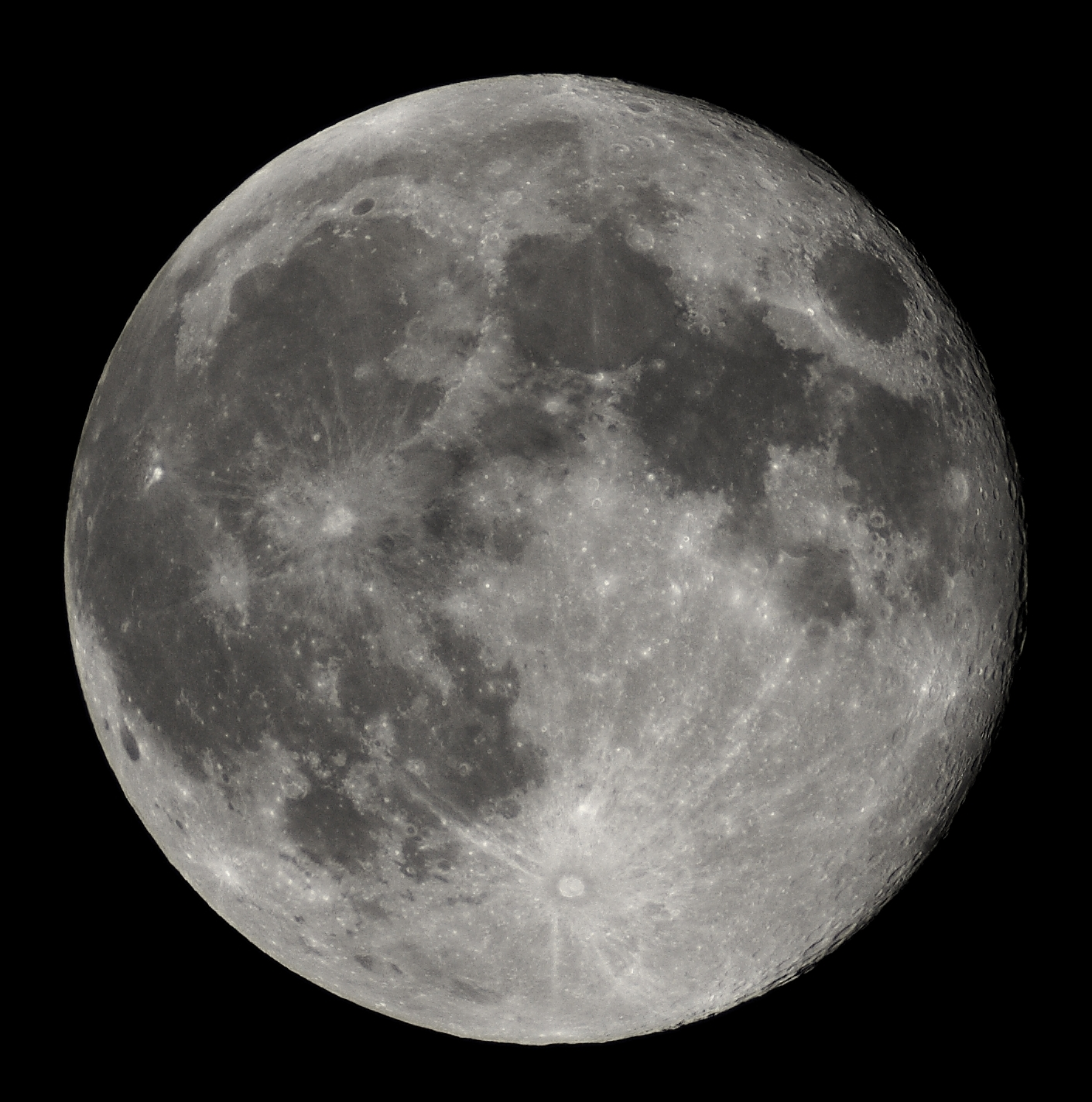
La Luna.

- Georg Manfeldt: científico que cree en la existencia de inmensos depósitos de oro en la Luna.
- Wolfgang Helius: joven ingeniero que pone en marcha el proyecto de enviar un cohete a la Luna.
- Walt Turner: inescrupuloso empresario que financia el proyecto lunar.
- Friede: mujer piloto.
- Gustavo Machke: pequeño polizón.

## Legado
Ese mismo año Fritz Lang; esposo de la autora, dirigió la exitosa adaptación cinematográfica de la novela. La producción; que se prolongó por un año, fue la primera película de ciencia ficción de gran presupuesto, llegando a costar más de U$500.000 dólares. Quizá su mayor influencia sea la introducción de la cuenta regresiva en el lanzamiento de naves espaciales y el concepto de cohete de múltiples etapas.